# Greentop
Greentop è un comune degli Stati Uniti d'America, situato nello Stato del Missouri, diviso tra la contea di Schuyler e la contea di Adair.